# Dimitri Demonière
Dimitri Demonière (né le 28 mars 1979 à Fort-de-France) est un athlète français pratiquant le sprint, reconverti en entraîneur d'athlétisme.

## Carrière
Dimitri Demonière est médaillé d'argent du relais 4 × 100 mètres lors des Championnats d'Europe juniors d'athlétisme 1997 à Ljubljana.
Il remporte avec Bruno Wavelet, Marc Foucan et Marc Raquil le relais 4 × 400 mètres de la Coupe d'Europe des nations d'athlétisme 2000 ; l'équipe de France termine troisième du classement général de la compétition.
Il devient ensuite entraîneur d'athlétisme, spécialisé dans le sprint court. Il entraîne Jimmy Vicaut jusqu'en 2019 et Amaury Golitin jusqu'en 2020. Il a notamment sous sa direction Sasha Zhoya, Yannick Lesourd, Stuart Dutamby, Guy-Elphège Anouman ou encore Céline Distel-Bonnet.